# Villaverde del Río
Villaverde del Río – gmina w Hiszpanii, w prowincji Sewilla, w Andaluzji, o powierzchni 41,07 km². W 2011 roku gmina liczyła 7614 mieszkańców.
Położone jest na wysokości 17 metrów i 26 kilometrów od stolicy prowincji Sewilli.